# Plachtijiwka (Bilhorod-Dnistrowskyj)
Plachtijiwka (ukrainisch Плахтіївка; russisch Плахтиевка Plachtijewka, rumänisch Plahteevca) ist ein Dorf mit etwa 4900 Einwohnern (2021) im Süden der ukrainischen Oblast Odessa.
Das 1830 in Bessarabien gegründete Dorf hat eine Fläche von 7,46 km² und liegt auf 47 m Höhe am Ufer der Kuruder (Курудер), einem 13 km langen Nebenfluss der Sarata (Zufluss zum Sassyksee), sowie nahe der Territorialstraße T–16–43 11 km nordöstlich vom ehemaligen Rajonzentrum Sarata und etwa 125 km südwestlich vom Oblastzentrum Odessa.

## Verwaltungsgliederung
Am 12. Juni 2020 wurde das Dorf zum Zentrum der neugegründeten Landgemeinde Plachtijiwka (Плахтіївська сільська громада/Plachtijiwska silska hromada). Zu dieser zählen auch noch 7 in der untenstehenden Tabelle aufgelistetenen Dörfer sowie die Ansiedlung Passitschne, bis dahin bildete es die gleichnamige Landratsgemeinde Plachtijiwka (Плахтіївська сільська рада/Plachtijiwska silska rada) im Zentrum des Rajons Sarata.
Seit dem 17. Juli 2020 ist es ein Teil des Rajons Bilhorod-Dnistrowskyj.
Folgende Orte sind neben dem Hauptort Plachtijiwka Teil der Gemeinde:
| Name                     | Name             | Name                             | Name                 |
| ukrainisch transkribiert | ukrainisch       | russisch                         | rumänisch            |
| ------------------------ | ---------------- | -------------------------------- | -------------------- |
| Blahodatne               | Благодатне       | Благодатное (Blagodatnoje)       | Gnadenfeld           |
| Jaroslawka               | Ярославка        | Ярославка                        | Iaroslava            |
| Moldowe                  | Молдове          | Молдовое (Moldowoje)             | Moldoveni            |
| Nadeschda                | Надежда          | Надежда                          | Nădejdea (Eigenfeld) |
| Nehrowe                  | Негрове          | Негрово (Negrowo)                | Neagra               |
| Passitschne              | Пасічне          | Пасечное (Passetschnoje)         | -                    |
| Welykorybalske           | Великорибальське | Великорыбачье (Welikorybatschje) | Bălăcel              |